# Mikkel Voigt Frederiksen
Mikkel Voigt Frederiksen (født 2. december 1989) er en dansk håndboldtræner og leder, der siden 2021 har været talentchef i ligaklubben GOG og blev i januar 2025 forfremmet til sportschef for klubben. Han var i perioden fra 2016 til 2022 også assisterende ungdomslandstræner for Danmarks U/17-og U/19-kvindehåndboldlandshold.
Voigt startede sin trænerkarriere i Frederiksberg-klubben BK Ydun i 2011, hvorefter han blev ansat som cheftræner i 1. divisionsklubben Skanderborg Håndbold i 2014. Med klubben lykkedes det Voigt at rykke op i landets bedste håndboldrække, Damehåndboldligaen i 2016. Voigt stoppede derefter sæsonen i ligaen, efter at være blevet tilbudt jobbet som ny assisterende   ungdomslandstæner. Han vendte dog tilbage til Skanderborg i 2017, for at blive udviklingschef i klubben og senere også træner for det lokale håndboldakademi, SHEA. Samtidig var også lærer fra 2017 til 2021 hos Strib Idrætsefterskole ved Middelfart. 
Voigt agerede desuden som midlertidig cheftræner for topklubben GOG i sæsonen 2023-24, efter klubben fyrede Ian Marko Fog efter bare halvanden måneds ansættelse. Voigt vendte herefter tilbage i rollen som talentchef med ankomsten af Kasper Christensen til klubben. 
Han var desuden også rygtet til den norske storklub og 3x Champions League-vinder, Vipers Kristiansand i starten af januar 2025. Dette rygte blev dog manet til jorden, da klubben erklærede sin endegyldige konkurs få dage senere.